# Lilian Compan
Lilian Compan, né le 30 avril 1977 à Hyères, est un footballeur français évoluant au poste d'attaquant reconverti au poste d’entraîneur.

## Biographie
Issu d'un des meilleurs centres de formation du moment, il joue son premier match en D1 avec l'AS Cannes le 16 décembre 1995. Après deux bonnes saisons, le joueur est remarqué par Guy Roux, qui le recrute à l'AJ Auxerre. Malheureusement, il n'obtient pas la confiance de l'entraîneur bourguignon qui le prête lors des saisons 1998-1999 puis 2000-2001. Lors de ces prêts, il découvre la Ligue 2 à La Berrichonne de Châteauroux où il fait une saison correcte (9 buts en 23 matches) puis à l'Union sportive Créteil-Lusitanos où il marque 13 buts. Plus tard, le joueur considérera son passage à Auxerre comme une erreur.
Il revient alors à Châteauroux où il inscrit 15 buts lors de la saison 2001-2002. C'est donc en spécialiste de la Ligue 2 qu'il est recruté par l'ASSE à l'été 2002 . Il s'y impose et remporte le championnat en 2004. La saison suivante, pour son retour en Ligue 1, il fait une bonne saison jusqu'à sa fracture du tibia à la suite d'un choc avec le défenseur Cris au moment de marquer le second but de son équipe lors du derby Lyon - Saint-Etienne, le 26 février 2005. L'équipe termine à la 6e place de L1.
Au mercato d'été 2005, l'ASSE souhaite engager le buteur caennais Sébastien Mazure. Lilian Compan entre alors dans l'échange de joueurs entre les deux clubs, contre sa volonté. Ce départ laisse un goût amer à certain supporters stéphanois car Lilian Compan était particulièrement apprécié pour ses qualités humaines et son abnégation sur le terrain.
Après deux bonnes saisons en Ligue 2 (il marque notamment 9 et 10 buts), entouré d'un groupe jeune auquel il apporte son expérience, il contribue au retour du SM Caen en Ligue 1. Il fait une bonne saison 2007-08 et est un joueur important du système de jeu de Franck Dumas. Il marque des buts importants, synonymes de victoires (contre Nice et Toulouse) où au Stade de Gerland pour un match nul 2-2 face au champion de France. En janvier 2008, il prolonge son contrat de deux années supplémentaires, soit jusqu'en 2010. Malheureusement, le club est ambitieux et recrute Steve Savidan en tant que titulaire dans un système à une pointe. Lilian se retrouve alors relégué sur le banc. Le 15 mars 2008, chose rare pour un attaquant, il est amené à occuper le poste de gardien de but lors d'un match de championnat face à Lille (match perdu 5-0). En effet, lors de ce match, le jeune gardien Benoît Costil reçoit un carton rouge, alors que l'entraîneur caennais Franck Dumas a déjà effectué ses trois changements. Lors de ce match, Lilian encaisse trois buts, dont un sur penalty.
Fin août 2008, il trouve finalement un accord avec le club de Montpellier, en Ligue 2, où il signe un contrat de deux ans pour relever le défi de la montée en Ligue 1. En mai 2009, il est un des grands artisans de le montée du Montpellier en Ligue 1 marquant deux buts très importants : le premier lors de la 34e journée contre SCO Angers pendant les dernières secondes du match ce qui permit aux héraultais de gagner 1-0 et un autre lors des premières minutes du match de la 36e journée contre l'AC Ajaccio que le club pailladin gagna 2-1.
Après une année passée en Ligue 1 avec le MHSC, Lilian Compan résilie son contrat qui le liait au club jusqu’en juin 2011 et retrouve son club formateur en signant dans la foulée avec l'AS Cannes. Mais il ne parvient pas à réaliser une saison pleine, la faute à une succession de blessures qui le prive des terrains près de la moitié de la saison.
Face à ces blessures à répétition, il décide de mettre un terme à sa carrière sportive le 16 février 2012 alors qu'il n'a pu jouer que quatre rencontres en championnat cette saison. Il reste néanmoins au sein de son club formateur en intégrant le staff jusqu'à la fin de la saison.
En juin 2012, il est nommé à la tête des U17 nationaux de l'AS Cannes. En octobre 2013, il est démis de ses fonctions. Il reste néanmoins à Cannes en rejoignant l'US Cannes-la-Bocca en juin 2014 avec comme ambition de maintenir le club en DHR, le septième échelon national, reprenant pour l'occasion une licence de joueur afin de compléter l'effectif. Il ne parvient pas à éviter la relégation et quitte le club à la fin de la saison.
Il intègre ensuite la cellule recrutement de l'AS Saint-Étienne. Début 2016, il prend la charge d'entraîneur des attaquants au sein du centre de formation puis celle d'adjoint de Laurent Battles au sein de l'équipe réserve. Fort de cette expérience, il prend la tête des U19 nationaux de l'AS Saint-Étienne en juin 2017.
En mai 2018, il retourne dans sa ville natale pour entraîner le Hyères FC.

## Statistiques
| Saison    | Club                 | Division | Matchs | Buts |
| --------- | -------------------- | -------- | ------ | ---- |
| 1995-1996 | AS Cannes            | 1        | 10     | 1    |
| 1996-1997 | AS Cannes            | 1        | 26     | 5    |
| 1997-1998 | AJ Auxerre           | 1        | 4      | 0    |
| 1998-1999 | LB Châteauroux       | 2        | 23     | 9    |
| 1999-2000 | AJ Auxerre           | 1        | 2      | 0    |
| 2000-2001 | US Créteil-Lusitanos | 2        | 31     | 13   |
| 2001-2002 | LB Châteauroux       | 2        | 30     | 14   |
| 2002-2003 | AS Saint-Étienne     | 2        | 33     | 10   |
| 2003-2004 | AS Saint-Étienne     | 2        | 33     | 11   |
| 2004-2005 | AS Saint-Étienne     | 1        | 21     | 4    |
| 2005-2006 | SM Caen              | 2        | 27     | 9    |
| 2006-2007 | SM Caen              | 2        | 26     | 10   |
| 2007-2008 | SM Caen              | 1        | 28     | 5    |
| août 2008 | SM Caen              | 1        | 1      | 0    |
| 2008-2009 | Montpellier HSC      | 2        | 24     | 5    |
| 2009-2010 | Montpellier HSC      | 1        | 13     | 3    |
| 2010-2011 | AS Cannes            | 4        | 18     | 2    |

## Palmarès

### En club
- Vainqueur de la Coupe Gambardella en 1995 avec l'AS Cannes
- Vainqueur de la Coupe Intertoto en 1997 avec l'AJ Auxerre (2 matchs / 1 but)
- Champion de France de Ligue 2 en 2004 avec l'ASSE
- Vice-champion de France de Ligue 2 en 2007 avec le SM Caen et en 2009 avec le Montpellier HSC

### Distinction individuelle
- Élu meilleur joueur du mois de Ligue 2 en août 2006